# Loxosceles variegata
Loxosceles variegata är en spindelart som beskrevs av Simon 1897. Loxosceles variegata ingår i släktet Loxosceles och familjen Sicariidae.
Artens utbredningsområde är Paraguay. Inga underarter finns listade i Catalogue of Life.